# Nicoleta Gavriliță
Nicoleta Gavriliță je moldavská zpěvačka. V letech 2010, 2011, 2012 a 2013 se zúčastnila národního moldavského kola pro Eurovision Song Contest.

## Kariéra

### Národní kolo Moldavska: O Melodie Pentru Europa a Selecția Națională, Vocea României
O reprezentaci Moldavska se na mezinárodní hudební soutěži Eurovize pokoušela prostřednictvím národního kola již čtyřikrát a jednou jako skladatelka.
Poprvé se jej zúčastnila v roce 2010, kdy se příhlásila do národního kola s písní „De tristețe“. S písní se zúčastnila prvního semifinále.
V roce 2011 opět zkusila štěstí s písní, která nesla název „Just Your Friend“. Píseň se umístila na posledních pozicích.
V roce 2012 přihlásila píseň s názvem „Crazy Little Thing“. Autory písně jsou Nicoleta Gavriliță, Serghei Bilcenco a Liuba Perciun. Ve finále národního kola se umístila na osmém místě. Ve stejném roce se přihlasila do rumunské hudební show Vocea României. Ve výběru naslepo zapívala píseň skupiny Beatles — „Yesterday“ a Loredana Groza si ji vybrala do týmu. Následně se v souboji utkala se Răzvanem Ștefem, se kterým šla do duelu s písní „Don't Go Breaking My Heart” od Eltona Johna a Kiki Dee a tento souboj vyhrála. Její cesta skončila hned při živých vystoupeních 12. prosince.
V roce 2013 se zúčastnila národního kola s písní „Freaky Thong“. Autory písně jsou Hitmanic, Henri Thiesen, Jimi Thiesen a Michael James Down. Píseň vystoupila ve druhém semifinále jako šestá v pořadí a umístila se na šestém místě. V následném finále se umístila na šestém místě. Reprezentantkou se stala Aliona Moon s písní "O Mie".
Následující rok se národního kola zúčastnila jen jako skladatelka, když byla spoluautorkou písně „Listen My Dear“ pro Katy Rain. Píseň napsali Andrei Tostogan, Katy Rain a Nicoleta Gavriliță. Píseň musela projít přes živá vystoupení, kde ale nezapůsobila a do semifinále se nedostala. Národní kolo vyhrála Cristina Scarlat.